# Кассельское сельское поселение
Ка́ссельское се́льское поселе́ние — муниципальное образование в Нагайбакском районе Челябинской области Российской Федерации.  В рамках административно-территориального устройства муниципальное образование  соответствует административно-территориальной единице Кассельский сельсовет.
Административный центр — посёлок Кассельский.

## История
Статус и границы сельского поселения установлены Законом Челябинской области от 9 июля 2004 года № 245-ЗО «О статусе и границах Нагайбакского муниципального района, городского и сельских поселений в его составе».

## Население
| 2002  | 2010  | 2011  | 2012  | 2013  | 2014  | 2015  |
| ----- | ----- | ----- | ----- | ----- | ----- | ----- |
| 1770  | ↘1409 | ↘1405 | ↘1375 | ↘1339 | ↗1356 | ↘1281 |
| 2016  | 2017  | 2018  | 2019  | 2020  | 2021  |       |
| ↘1254 | ↘1230 | ↘1181 | ↘1158 | ↘1143 | ↘1050 |       |

## Состав сельского поселения
| № | Населённый пункт | Тип населённого пункта          | Население |
| - | ---------------- | ------------------------------- | --------- |
| 1 | Кассельский      | посёлок, административный центр | ↘998      |
| 2 | Подгорный        | посёлок                         | ↘189      |
| 3 | Чернореченский   | посёлок                         | ↘222      |